# Leczo

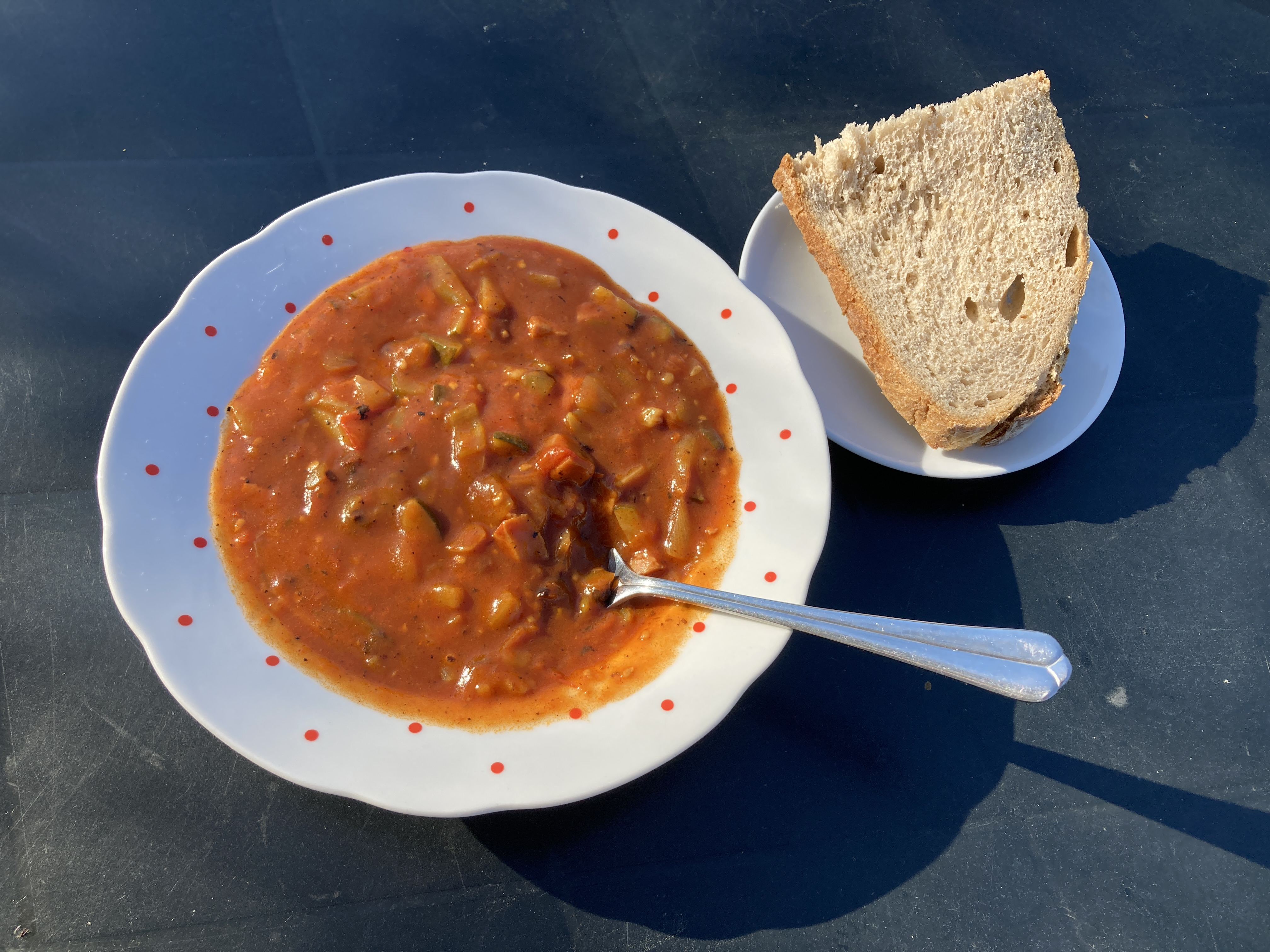
Leczo

Leczo (węg. lecsó) – węgierska potrawa znana także w Polsce, Czechach, na Słowacji, Ukrainie, w Niemczech i Austrii, rodzaj ragoût warzywnego z pomidorów i świeżej papryki duszonych na smalcu z dodatkiem wędzonej słoniny i z podsmażoną cebulą, doprawionych podsmażoną papryką w proszku.
Tak przyrządzone leczo podaje się na Węgrzech jako dodatek do potraw mięsnych, np. kotletów schabowych lub jako samodzielną potrawę. W tym drugim przypadku dodaje się często do niego w trakcie duszenia kiełbasę w całości lub w plasterkach. Można też tuż przed końcem duszenia wmieszać do lecza jajka. Innym sposobem jest dodanie na początku duszenia ryżu, który – gotując się – zagęszcza potrawę.
W zależności od regionu, w Polsce leczo przyrządza się często na oleju i z dodatkiem cukinii lub bakłażanów, przez co zbliża się raczej do prowansalskiego ratatouille.